# Australian Open 2017 - Doppio femminile in carrozzina
Yui Kamiji e Marijolein Buis erano le detentrici del titolo ma hanno deciso di non partecipare insieme. Kamiji ha fatto coppia con Diede de Groot, mentre Buis ha fatto coppia con Lucy Shuker perdendo in semifinale contro Jiske Griffioen e Aniek Van Koot.
In finale Griffioen e Van Koot hanno sconfitto de Groot e Kamiji con il punteggio di 6–3, 6–2.

## Teste di serie
1. Jiske Griffioen /  Aniek Van Koot (campionesse)

1. Diede de Groot /  Yui Kamiji (finale)

## Tabellone

### Legenda
| - Q = Qualificato - WC = Wild card - LL = Lucky loser | - ALT = Alternate - SE = Special Exempt - PR = Protected Ranking | - w/o = Walkover - r = Ritirato - d = Squalificato |

|  | Semifinali | Semifinali                         | Semifinali                         | Semifinali | Semifinali |  |  | Finale | Finale                         | Finale                         | Finale | Finale |  |
|  |            |                                    |                                    |            |            |  |  |        |                                |                                |        |        |  |
|  | 1          | Jiske Griffioen Aniek Van Koot     | Jiske Griffioen Aniek Van Koot     | 7          | 6          |  |  |        |                                |                                |        |        |  |
|  |            | Marjolein Buis Lucy Shuker         | Marjolein Buis Lucy Shuker         | 5          | 2          |  |  | 1      | Jiske Griffioen Aniek Van Koot | Jiske Griffioen Aniek Van Koot | 6      | 6      |  |
|  |            | Sabine Ellerbrock Katharina Krüger | Sabine Ellerbrock Katharina Krüger | 3          | 1          |  |  | 2      | Diede de Groot Yui Kamiji      | Diede de Groot Yui Kamiji      | 3      | 2      |  |
|  | 2          | Diede de Groot Yui Kamiji          | Diede de Groot Yui Kamiji          | 6          | 6          |  |  |        |                                |                                |        |        |  |